# Whiting (Indiana)
Whiting – miasto w Stanach Zjednoczonych, w stanie Indiana, w hrabstwie Lake.